# Пугач Юрій Володимирович
Юрій Володимирович Пугач (нар. 21 листопада 1966) — радянський та український футболіст, нападник.

## Життєпис
Вихованець олександрійської ДЮСШ-2. Дорослу футбольну кар'єру розпочав у 1983 році в складі місцевого «Шахтаря», який на той час виступав у чемпіонаті УРСР серед КФК. З 1985 по 1986 рік проходив військову службу. У 1987 році повернувся до «Шахтаря», проте вже наступного року виїхав х України. Став гравцем камишинського «Авангарду», з яким пройшов шлях від регіональних змагань до Другої нижчої ліги СРСР. У 1991 році зіграв 14 матчів (1 гол) у Другій нижчій лізі.
Того ж 1991 року повертається до України, де стає гравцем новоствореної олександрійської «Поліграфтехніки», які виступали на аматорському рівні. У футболці олександрійців на проесіональному рівні дебютував 16 лютого 1992 року в переможному (4:3, по пенальті) домашньому поєдинку 1/32 фіналу кубку України проти івано-франківського «Прикарпаття». Пугач вийшов на поле в стартовому складі, а на 95-й хвилині отримав пряму червону картку. У Першій лізі чемпіонату України дебютував 14 березня 1992 року в переможному (3:1) домашньому поєдинку 1-о туру підгрупи 1 проти черкаського «Дніпра». Пугач вийшов на поле в стартовому складі та відіграв увесь матч, а на 37-й хвилині відзначився дебютним голом у футболці «поліграфів». У складі «Полігратехніки» у Першій лізі зіграв 144 матчі та відзначився 17-а голами, ще 11 матчів (1 гол) провів у кубку України.
Під час зимової перерви сезону 1995/96 років приєднався до «Нафтохіміка». Дебютував у футболці кременчуцького колективу 1 червня 1996 року в програному (0:2)виїзному поєдинку 37-о туру Першої ліги проти алчевської «Сталі». Юрій вийшов на поле в стартовому складі, а на 63-й хвилині його замінив Олександр Солнишкін. У команді провів 3 матчі.
Напередодні старту нового сезону 1996/97 років перейшов до «Авангард-Індустрії». Дебютував за ровеньківський клуб 10 серпня 1996 року в переможному (2:0) домашньому поєдинку 1-о туру групи Б Другої ліги проти керчинського «Портовика». Пугач вийшов на поле в стартовому складі та відіграв увесь матч. У складі клубу з Ровеньків зіграв 2 матчі в Другій лізі.
У 1997 році виїхав до Білорусі, де підписав контракт з могильовським «Трансмашем». Проте закріпитися в команді не зумів, зіграв 2 матчі у білоруській Вищій лізі, після чого залишив команду. Того ж року повернувся до України, два сезони відіграв за «Локомотив» (Знам'янка) в аматорському чемпіонаті України (1997/98 та 1998/99). З 2010 по 2011 рік захищав кольори аматорського клубу «Сатурн» (Червона Кам'янка).

## Досягнення
«Поліграфтехніка»
- Перша ліга чемпіонату України
  -  Бронзовий призер (2): 1992 (підгрупа 1), 1993/94